# Єзереній-Ной
Єзереній-Ной (рум. Iezărenii Noi) — село у Синжерейському районі Молдови. Входить до складу комуни, адміністративним центром якої є село Єзереній-Векі.

## Населення
За даними перепису населення 2004 року у селі проживали 67 осіб.
Національний склад населення села:
| Національність | Кількість осіб | Відсоток |
| -------------- | -------------- | -------- |
| молдавани      | 49             | 73,1%    |
| українці       | 15             | 22,4%    |
| поляки         | 2              | 3,0%     |
| росіяни        | 1              | 1,5%     |
| Всього         | 67             | 100%     |